# 约翰·谢尔曼·库珀
约翰·谢尔曼·库珀（英語：John Sherman Cooper，1901年8月23日—1991年2月21日）是美国肯塔基州政治家、法学家和外交官。他曾4次当选联邦参议员，其中前3次都是填补空缺完成他人任期，期间没有连任，直至1960年才经选举赢得完整任期。他还曾于1955至1956年出任美国驻印度大使，1974至1976年担任美国驻东德大使。库珀是首位经民选多次当选的肯塔基州共和党联邦参议员，而且他在1960年和1966年参议员选举中的得票优势都创下该州新纪录。
1927至1929年，库珀当选肯塔基州众议员，拉开从政生涯序幕。1930年，他成为普瓦斯基县法官。1939年竞选州长失败后，他于1942年加入美国陆军。二战期间，库珀在盟军取得欧洲战场胜利后重整巴伐利亚的司法体系，并因此获铜星勋章。虽然尚在德国，但他却当选为肯塔基州第28巡回法院法官。库珀返回故乡出任法官，任职不到一年后，A·B·“哈皮”·钱德勒辞去联邦参议员职务，库珀于是也辞职竞选联邦参议员，以4万1823票的大幅优势取胜，刷新肯塔基州共和党人竞选公职的得票优势纪录。
库珀首度担任参议员期间的投票立场较为独立，基本遵循党派立场的只有51%。1948年竞选连任失利后，他接受总统哈里·S·杜鲁门任命成为美国驻联合国大会代表，还在北约组建时期出任国务卿迪安·艾奇逊的特别助理。1952年，他重返参议院完成他人任期，此时人气高涨的库珀本来很有希望在1954年赢得连任，但却由于民主党人找来前副总统阿尔本·W·巴克利应战而落败。在普选中不敌巴克利后，库珀于1955年由共和党总统德怀特·艾森豪威尔任命出任驻印大使。他上任后赢得印度总理贾瓦哈拉尔·尼赫鲁的信任，大幅改善美国和刚刚独立的印度之间的关系，还帮助阻止苏联在亚洲继续共产主义扩张的战略。巴克利于1956年去世，艾森豪威尔要求库珀竞争巴克利的议席。库珀虽然不情愿，但还是接受总统安排，并在选举中再次胜出，完成巴克利的任期。
1960年，库珀赢得连任，取得6年完整任期。昔日的参议院同僚约翰·肯尼迪当选美国总统，并任命库珀在莫斯科和新德里秘密展开调查。肯尼迪于1963年11月遇刺，副总统林登·约翰逊继任，并任命库珀进入華倫委員會调查暗杀事件。库珀很快开始直言不讳地反对新总统加大美军对越南战争介入力度的决定，主张同北越谈判。1966年赢得连任后，他和爱达荷州民主党议员弗兰克·丘奇合作制订一系列修正案，旨在取消美国在越南军事行动的拨款。评论认为，这些修正案是国会首次在战争期间真正试图遏制美国总统指挥军事行动的权力。由于年龄日长，听力也不断退化，库珀没有再于1972年竞选连任。1974至1976年，他出任驻东德大使，1981年又担任联合国大会副代表。1991年2月21日，约翰·谢尔曼·库珀在哥伦比亚特区的养老院逝世，享年90岁，身后遗骨下葬在阿灵顿国家公墓。

## 早年生活
约翰·谢尔曼·库珀于1901年8月23日在肯塔基州萨默塞特出生。他的父亲也叫约翰·谢尔曼·库珀，母亲叫海伦·格特鲁德·库珀（Helen Gertrude Cooper），塔塔尔（Tartar）是母亲的娘家性，小约翰在两人的7个孩子中排行第2，也是第1个儿子。1790年左右，玛拉基·库珀（Malachi Cooper）和爱德华·库珀（Edward Cooper）兄弟俩跟随丹尼尔·布恩的脚步，从南卡罗莱纳州沿荒野之路经坎伯兰峡进入萨默塞特地区，在这里建立起显赫的地位。老约翰的父辈是坚定的浸礼宗教徒，曾于19世纪积极参与反奴隶制运动，老约翰的名字就源自使徒约翰和内战期间的北军英雄威廉·特库姆塞·舍曼。库珀家族非常积极地参与地方政治，包括老约翰在内的6位先辈都曾当选普瓦斯基县法官，还有两位曾担任巡回法官。老约翰在商业投资领域有过多次成功，是萨默塞特众所周知最富裕的人。小约翰出生时，老约翰正经西奥多·罗斯福总统任命，负责收取肯塔基州第8国会选区的内部税收。
小约翰儿时做过各种工作，送过报纸，还曾在铁路公司和爸爸位于哈伦县的煤矿上班。老约翰曾担任过县学监，但对公立学校并没有什么侮慢之心，小约翰直到上5年级时才由邻居私下辅导。父亲前去德克萨斯州经商期间，母亲将小约翰送到公立学校念6年级，他也在此上完初中。进入萨默塞特高中就读期间，库珀在学校的篮球和橄榄球队打球。第一次世界大战爆发后，他加入学校的非正式军事训练单位。学校的两位教官把众学员组织成两个连，但据库珀之后的回忆，当时他是其中一个连的上尉，但教官除了如何行军外基本上什么都没教。高三那年，库珀当上班长和班级诗人。1918年，他以全班第2名的成绩毕业，并获选上台发表毕业演讲。
高中毕业后，库珀获丹维尔的中央大学录取，并在就读期间加入兄弟会与姐妹会。他还在学校的橄榄球队担任防守边锋。库珀是球队的优秀运动员，曾与博·麦克米兰（Bo McMillan）、雷德·罗伯茨（Red Roberts）、马蒂·贝尔（Matty Bell）和雷德·韦弗（Red Weaver）等人同场竞技。球队另一位成员老约翰·Y·布朗（John Y. Brown, Sr.）之后成为库珀的政治对手。在查理·莫兰的指导下，球队在1918年赛季取得4连胜，但由于西班牙流感爆发，这一赛季被迫缩短。
中央大学是当时肯塔基州最富盛名的高校之一，但老约翰希望儿子进一步拓宽教育面，在中央大学就读一年后，库珀转至纽哈芬市的耶鲁学院。他在耶鲁的同学包括斯图尔特·赛明顿（Stuart Symington），两人之后会在联邦参议院共事。库珀积极参与耶鲁的多项课外活动，如大二德语委员会、大三毕业舞会委员会、学生会、班级日委员会、南方俱乐部、大学俱乐部和兄弟会与姐妹会等。身为大学生运动协会成员，他在学校橄榄球和篮球队效力，并成为耶鲁学院历史上首位在大三和大四时成为篮球队长的学子。大四那年，他成为骷髅会精英的一份子，但对未能进入大学优秀生联谊会深感遗憾。毕业之际的投票结果表明，大部分同学和教师都认为库珀是全班最受欢迎、并且最有望取得成功的人。
1923年，库珀获得耶鲁学院文学士学位，并于同年进入哈佛法学院深造。1924年暑假期间，他回到肯塔基州，即将因布赖特氏病辞世的父亲告诉儿子，准备承担一家之主的重任，并且家中的大部分财富都因20世纪20年代初的经济衰退灰飞烟灭。父亲去世后，库珀回到哈佛，但很快就发现自己无法在攻读法律学位的同时管理好家族事务。1928年，库珀通过律师资格考试，然后在萨默塞特开设律师事务所。接下来的20多年里，他卖掉父亲的剩余资产，还清家族所欠债务，还出资让6位兄弟姐妹都接受了高等教育。

## 早年从政经历
在叔叔罗斯科·塔塔尔法官（Judge Roscoe Tartar）的劝导下，库珀投身地方政治，于1927年以共和党人身份在没有竞争对手的情况下当选肯塔基州众议员。共和党州长弗莱姆·D·桑普森（Flem D. Sampson）提出建议，其中的举措会令州卫生部政治化，整个州众议院只有3位共和党议员对此投了反对票，库珀就是其中之一，法案因此以一票之差未获通过。不过，他支持州长向州内学童免费提供教科书的方案，而且支持通过法案禁止法官以发布禁制令来中止罢工，但这一法案未获通过。
1929年，库珀宣布参选普瓦斯基县法官。他的对手是萨默塞特银行总裁，也是在任法官，还曾与库珀的父亲一起经营法律业务，但库珀还是赢得选举，开始8年的县法官生涯。根据法律规定，县法官有义务依法驱逐租客，收回出租房屋，但库珀经常对这些遭到驱逐的人们伸出援手，帮他们寻找别的住房，甚至自掏腰包提供资助，这些善举为他赢得“穷人法官”的称号。有报道称，他对选民在大萧条期间的生活太过贫穷和痛苦深感困扰，甚至因此精神崩溃，不得不请假接受精神科治疗。
1935至1946年，库珀担任肯塔基大学校董会董事。1939年，他投入共和党州长候选人提名的竞争。根据1935年通过的强制初选法规定，共和党不能再像以往习惯的那样通过提名大会推举候选人，库珀在初选中的得票率仅36%，不敌前联邦众议员，列克星敦巡回法院法官金·斯沃普（King Swope）。

## 二战经历
1942年，已经41岁、远远高于法定征兵年龄的库珀应征加入美国陆军，参加第二次世界大战。入伍后他马上就得到担任军官的机会，但却选择成为列兵。接受基本训练后，他获候补军官学校录取，前往密歇根州的卡斯特堡训练中心学习。库珀在该校研究军政府，在全班111名学员中以第2名的成绩毕业。1943年，他成为陆军少尉，在乔治·巴顿统领的第3集团军下属的第15军憲兵隊擔任信使。库珀跟随军队先后到达法国，卢森堡和德国。解放布痕瓦尔德集中营后，巴顿命令附近魏玛市的所有居民都要到集中营参观，库珀当时也曾到集中营现场视察。
敌对行动中止后，库珀所在部队的占领区有约30万被纳粹带到德国充当奴隶的难民，库珀为这些希望返回家园的人们提供法律建议。根据雅尔塔会议达成的协议，所有俄罗斯籍难民应遣返回苏联，但苏方认为，这份协议只对俄罗斯籍难民适用，那些非俄罗斯籍的配偶和后代不能据此前往苏联。库珀的报告引起巴顿将军注意，后者因此下令第3集团军占领区内的难民无须遵从遣返令，库珀还因此获得第3集团军的军政府表彰。为了取缔所有纳粹官员的职务，德国巴伐利亚的239个法院都在库珀的监督下重组，为此他获得了一枚铜星勋章。在此期间上任的法官包括之后成为巴伐利亚总理的威廉·霍格纳（Wilhelm Hoegner），以及之后当上德国总理的路德维希·艾哈德。
1943或1944年，库珀在军中迎娶护士伊夫林·普法夫（Evelyn Pfaff）。1945年，人在德国，完全没有竞选的库珀又在没有竞争对手的情况下获选为肯塔基州第28巡回法院法官。1946年2月，他以上尉军衔退役，返回肯塔基州担任法官。

## 首次当选联邦参议员
库珀所在的司法巡回区除故乡普瓦斯基县外还包括罗克卡斯尔县、韦恩县和克林顿县。在他担任法官期间，黑人首度获许在该巡回区担任小陪审团陪审员。库珀担任法官做出的前16项裁决中有15项得到肯塔基州上诉法院维持，该院是肯塔基州当时的最高法院。

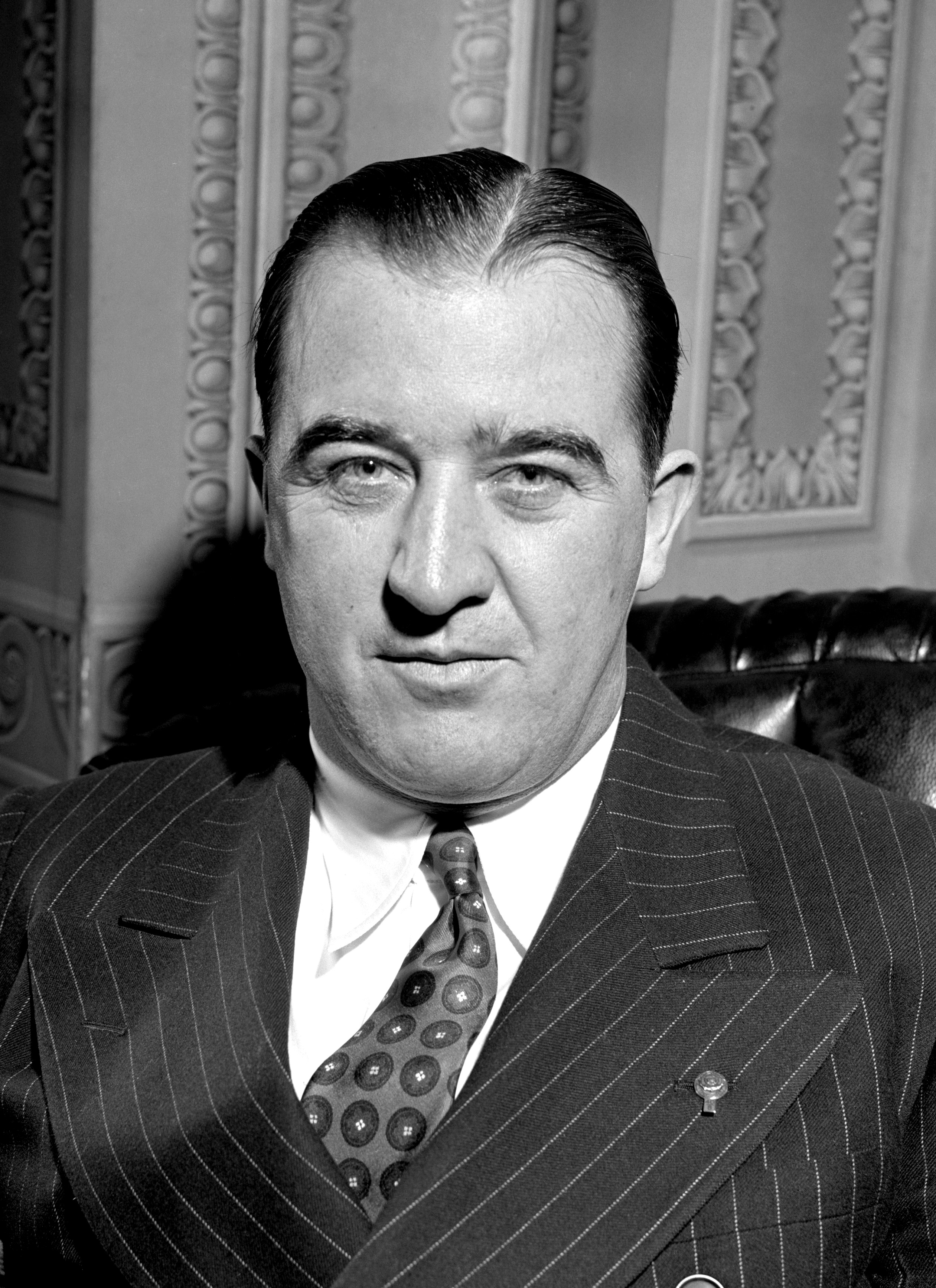
联邦参议员哈皮·钱德勒辞职出任大联盟执行长，促使库珀首度参选联邦参议员。

1946年11月，A·B·“哈皮”·钱德勒辞职出任大联盟执行长，库珀于是也辞去法官职位，竞选钱德勒的联邦参议员议席。他的对手老约翰··布朗曾担任联邦众议员和州众议员，知名度和胜算都高于库珀。但布朗曾在1942年的民主党初选中同钱德勒激烈竞争，得罪了后者的许多支持者，这些人因此在1946年的这场选举中同样想办设法要让布朗败北。除此以外，布朗还曾反对前州长兼联邦参议员J·C·W·贝克汉姆和法官罗伯特·沃斯·宾汉姆（Robert Worth Bingham），两人都是路易维尔强大政治机器的首脑，《路易斯维尔信使日报》（Louisville Courier-Journal）因此也站到布朗的对立面。在两大因素的共同影响下，库珀爆冷赢得选举，得以完成钱德勒的任期，并且4万1823票的优势也创下当时肯塔基州共和党人竞选公职的新纪录。这场胜利标志着肯塔基州历史上第3次有共和党人经民选走进联邦参议院。事实证明，迁居哥伦比亚特区对于库珀已经岌岌可危的婚姻来说已无法承受，他于1947年主动提出离婚，指控夫人伊夫林抛弃家庭。
库珀自认“公众演讲（能力）糟糕透顶”，很少在参议院楼层发表演说。担任参议员期间，他以立场独立闻名。首次唱名表决时，库珀投票反对将调查权力移交共和党议员欧文·布鲁斯特（Owen Brewster）为首的特设战争调查委员会。他的第二次投票事关用战争盈余物资的销售所得偿还战争债务，库珀又一次站到共和党党团多数派的对立面，俄亥俄州参议员罗伯特·塔夫脱（Robert A. Taft）为此出声询问：“你到底是共和党还是民主党人？你要什么时候才开始跟我们投票？”库珀回答：“请您原谅，我被派到这里来代表我的选民，而且我打算按心中的立场投票。”
宣誓就职数天后，库珀与他人一起完成首项法案，旨在向教育提供联邦援助。法案在参议院通过，但没能过得了众议院这关。库珀成为参议院公共道路小组委员会主席，还帮助起草法案，授权联邦政府拨款9亿美元资助各州的高速公路建设。1948年，他提出法案，以比价90%的标准向白肋烟农提供价格支持。在他的坚持下，1948年战争赔偿法中增加修正案，要求使用敌方资产立即对那些在第二次世界大战期间沦为德军和日军战俘并因此受伤的退伍军人提供赔偿。库珀与他人共同努力，令国会通过法案，允许数十万因纳粹而流离失所的人们合法移民美国。他反对禁止全行业范围的工会集体协商，也反对工会要求雇主只能雇佣工会成员的做法。他投票反对将工会福利基金致于政府管控之下，同时又帮助通过修正案，禁止强制要求工人加入工会的规定。
库珀在任期剩下的时间坚持独立投票立场，多次发言反对共和党在全国预算赤字数额创纪录的情况下仍然要削减税收的计划，他还反对共和党减少马歇尔计划拨款的意图，该计划的目标是在战争结束后重建欧洲。库珀与另一位肯塔基州参议员阿尔本·W·巴克利以及俄勒冈州参议员韦恩·莫尔斯（Wayne Morse）合作，降低各州颁布的吉姆·克劳法的影响，并为少数族裔行使选举权排除障碍。他还与他人共同提出法案，要求建立医保系统，但法案当时未获通过。首次出任联邦参议员期间，库珀在投票中遵循党派立场的仅占51%，比其他任何参议员都低。库珀率领肯塔基州代表团参加1948年共和党全国大会，他支持阿瑟·范登堡作为总统候选人，但最终得到提名的是托马斯·杜威。库珀本有望成为副总统候选人，但最终未获提名，而是寻求连任参议员。同年，中央大学授权库珀名誉法学博士学位。
库珀竞选连任时遇到的对手是民主党联邦众议员维吉尔·查普曼（Virgil M. Chapman），其盟友厄尔·C·克莱门茨（Earle C. Clements）刚在1947年当选肯塔基州州长。查普曼是为数不多的几位投票支持塔夫脱—哈特利法案的民主党议员之一，这导致他失去劳工组织这一民主党关键选民群体的支持。倾向民主党的《路易斯维尔时报》（Louisville Times）也支持库珀，但民主党选择阿尔本··巴克利作为1948年总统大选中哈里·S·杜鲁门的竞选搭档，令肯塔基州民主党人气高涨。巴克利和克莱门茨都在竞选期间强调党派团结，虽然库珀的表现比共和党总统候选人要好得多，但他还是在普选中以2万4480票的劣势不敌查普曼。
从参议员位置上卸任后，库珀在哥伦比亚特区的加德纳、莫里森和罗杰斯（Gardner, Morison and Rogers）律师事务所继续从事法律工作。1949年，杜鲁门总统任命库珀与另外4人担任美国驻联合国大会代表。1950至1951年，库珀是美国驻联合国大会副代表。国务卿迪安·艾奇逊任命库珀在组建北大西洋公约组织的多场会议期间担任自己的顾问，还陪同自己于1950年5月和12月分别在伦敦和布鲁塞尔出席北大西洋公约组织部长会议。政治史学家格伦·芬奇（Glenn Finch）指出，虽然库珀足以胜任他在联合国和北约的工作职责，但忙于这些事务也导致他无法抽出时间竞争巴克利担任副总统后空出的联邦参议员席位。克莱门茨于1950年经特别选举赢得巴克利的席位，有说法称，杜鲁门和艾奇逊正是在克莱门茨的影响下决定选择库珀出任上述职务。

## 再次当选参议员
库珀的支持者认为他会再度出马竞选肯塔基州州长，或是在20世纪50年代初获得提名进入联邦最高法院，有些人甚至组建委员会，支持库珀竞选总统。库珀曾于1951年考虑参选州长，但随着查普曼于1951年3月8日因车祸去世，他决定再度竞选联邦参议员，对手是州长劳伦斯·韦瑟比钦点的托马斯·安德伍德（Thomas R. Underwood）。许多人认为安德伍德胜算很大，还有些共和党人指责库珀接受民主党总统杜鲁门的任命。《路易斯维尔时报》和《路易斯维尔信使日报》都撤回各自于1950年称库珀应该在1954年竞选参议员的说法，因为他们担心库珀的当选会导致共和党掌控参议院，从而把重要委员会的主席位置交给反对美国继续干涉朝鲜战争的孤立主义者。虽然有这种种不利因素的影响，但库珀还是在普选中以2万9000票的大幅优势战胜安德伍德，得以完成查普曼的任期。至此他也成为肯塔基州首位两次入选联邦参议院的共和党人。
库珀进入参议院劳工、教育和公益委员会任职，并担任教育和劳工小组委员会主席。他提出法案，为大桑迪河及其支流沿线的多个公共工程项目提供授权。他还支持重建俄亥俄河沿线的闸坝，为格林河谷建设闸坝和水库。库珀反对狄克逊－耶茨合约，该合约授权政府出资，请私营公司建设新发电站为田纳西州城市孟菲斯供电；库珀认为应由田纳西河谷管理局通过发行债卷来融资建设新的发电站。第二次担任参议员期间，他还支持过可令煤炭行业受益的综合方案，还与他人一起提出法案，建议将公共图书馆服务沿伸到农村地区。
库珀在投票中继续秉持独立立场。红色恐慌期间，他反对准许非法窃听获得的证据在联邦法院呈庭，而且反对限制第五修正案确保被告不自证其罪的适用范围。另一方面，当国会打算剥夺红色恐慌领头人物约瑟夫·雷芒德·麦卡锡的参议院主要委员会主席职务时，库珀拒绝投票支持，他提醒众人：“许多极力反对参议员麦卡锡的人，使用的正是他们指控他（指麦卡锡）所采用的战术”。他是唯一对布里克修正案投下反对票的共和党参议员，该提案旨在限制美国总统缔结条约的权力，库珀认为，这样的修正案还不足以对宪法做出有效变更。他还反对艾森豪威尔政府支持的1953年水下土地法和墨西哥农场劳工法案。1953年初，艾森豪威尔任命公开反对公营住宅的阿尔伯特·科尔（Albert M. Cole）出任联邦住房管理局局长，库珀强烈谴责此项任命，他还反对艾森豪威尔手下农业部长以斯拉·塔夫脱·本森（Ezra Taft Benson）提出的许多农业改革举措。与上一任期类似，独立立场并没有导致库珀在党内的地位下滑，他于1954年获选进入参议院共和党政策委员会。
库珀于1954年再度竞选连任，民主党起初打算派州长韦瑟比应战，但由于推举韦瑟比可以招来哈皮·钱德勒为首民主党派系的极力反对，导致党派分裂、库珀当选。为此，民主党领导人说服业已77岁高龄、即将离任的副总统巴克利出马来确保党派团结一致。巴克利和库珀在大部分政策方面都有相同立场，美国民主行动组织还认为库珀是最接近自由派的共和党参议员。竞选期间，库珀于1954年7月5日登上《时代》周刊封面。许多关注东南亚日益紧急局势的女性选民倾向支持库珀，黑人选民也因他主张公民权利的立场而支持他。库珀还在竞选期间声称，自己不会像巴克利那样坚持党派立场。但巴克利最终还是以多达7万1000票的优势轻取库珀。格伦·芬奇指出，“巴克利在他的州是不可战胜的，要是换成别的任何候选人，可能都无法击败库珀”。

## 驻印大使
1955年，总统德怀特·艾森豪威尔提名库珀出任美国驻印度和尼泊尔大使。库珀曾在担任联合国代表期间与印度总理贾瓦哈拉尔·尼赫鲁结交，还和印度代表团建立起和谐的合作关系，尼赫鲁的妹妹维贾雅·拉克希米·潘迪特（Vijaya Lakshmi Pandit）也是印度代表团成员。印方对库珀留有深刻印象，印度政府也曾表示希望库珀担任美国驻印大使。库珀从国务卿约翰·福斯特·杜勒斯嘴里得知这一任命时起初不愿接受，但最终还是接受了艾森豪威尔的个人请求。联邦参议院于1955年2月4日确认总统的提名。
印度于1948年独立，被视为亚洲对抗共产主义的潜在壁垒。但由于印度承认共产中国，反对东南亚条约组织，而且阻止别国势力干涉中南半岛，美印关系一度紧张。《美国新闻与世界报道》称，美国驻印大使是“外交领域最艰巨而又最微妙”的职务之一。
1955年3月17日，库珀和洛林·罗文·谢夫林（Lorraine Rowan Shevlin）在加利福尼亚州帕萨迪纳完婚，仅10天他去启程前往印度。谢夫林此前离过两次婚，出身加州富有房地产开发商家庭，是梵蒂冈正式太子多梅尼科·奥尔西尼（Domenico Orsini）的继女，还是知名的交际花。她精通3种语言，还能理解俄语。两人在20世纪50年代上半叶交往了好几年，但库珀起初对是否要结婚有些拿不定主意，不知道搬进谢夫林位于乔治城的豪宅是否恰当。身在哥伦比亚特区期间，单身的库珀长期住在道奇酒店公寓。但获派前往印度打消了他心中的疑虑，在国务卿杜勒斯的鼓励下，库珀终于决定迎娶谢夫林，给新德里的美国大使馆带去一位端庄的女主人。1955年4月4日，库珀夫妇在抵达印度前先到英国探望路易斯·蒙巴顿，他是印度独立前的最后一任印度总督。库珀走马上任前的准备工作很少，这次与蒙巴顿的面谈就是其中之一。

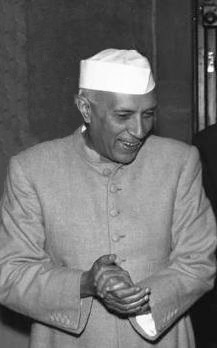
印度总理贾瓦哈拉尔·尼赫鲁（图）与库珀成为好友

担任大使期间，库珀与印度总统尼赫鲁成为好友。尼赫鲁对库珀的尊重和钦佩很快变得众所周知。在库珀的努力下，哥伦比亚特区的官员得以理解印度为什么既不愿向西方看齐，也不打算同中国和苏联的共产主义者结盟，这正是他们感受新近赢得独立的方式。与此同时，库珀也让印度政府逐渐理解二战后美国的多项举措，如军事集结、对朝鲜战争的干预、加入北约和东南亚条约组织等，这些都不是印度人普遍认为的那样是美国政府的侵略行径，而是一种自我保护的手段。印度人对艾森豪威尔政府向巴基斯坦出售武器的决定极其反感，库珀一方面谴责联邦政府的做法，但另一方面也觉得印度政府在采取部分政治立场时没有顾及其负面道德影响。1955年末，《芝加哥每日新闻》（Chicago Daily News）在报道中称，美印关系已经“改善到6个月前都还无法想象的程度”。
1955年12月2日，美国国务卿杜勒斯和葡萄牙外长保罗·库尼亚（Paulo Cunha）发布联合公报，谴责苏联部长会议主席尼古拉·亚历山德罗维奇·布尔加宁和苏共中央总书记尼基塔·谢尔盖耶维奇·赫鲁晓夫在为期18天的印度之行期间所做的声明。	公报中提及的一句“葡萄牙在远东的省份”引起特别注意，意指印度西部的葡萄牙殖民地果阿邦。大部分在印度附近拥有殖民地的欧洲国家都于1947年将这些殖民地送给了即将独立的印度，但葡萄牙拒绝交出果阿邦，这里也成为两国冲突的根源。这份联合公报似乎表明美国承认葡萄牙拥有果阿邦的主权，但库珀也曾向印方保证，美国对此秉持中立。库珀是在看到印度媒体的报道后才得知公报内容，所以对事态缺乏准备，面对印度外长的质问也无法给出解释。根据报道，库珀就此事向哥伦比亚特区发出的电报态度非常“恼怒”，但电报的具体内容尚未公布。
杜勒斯和库尼亚的联合公报导致印度多地爆发反美示威。12月6日，杜勒斯召开新闻发布会，声明美国在果阿邦问题上保持中立，但没有收回葡萄牙拥有该地区主权的说法。尼赫鲁宣布，他打算就该公报问题向美国发出正式抗议，还会针对议题向印度议会演说。在此期间，库珀与尼赫鲁面谈，说服他暂缓上述两桩事宜。之后，杜勒斯授权将美国向印度提供的5000万美元援助计划暂扣1000万美元，引起库珀强烈不满，在他的抗议下，杜勒斯决定还是不扣留任何款项。
1956年上半年，库珀极力主张美国尊重印度的不结盟立场，并加大对该国的经济援助力度。同年8月，美国国会批准针对印度的财政援助方案，其中包含的剩余农产品销售创下美国对外出口农产品数额的新纪录。这一系列援助方案得以通过，库珀的不断坚持功不可没，因为当时包括次国务卿小赫伯特·胡佛（Herbert Hoover, Jr.）、财政部长乔治·汉弗莱（George M. Humphrey）以及国际合作管理局局长约翰·B·霍利斯特（John B. Hollister）在内的多位政府高官都反对该方案。

## 第三次进入参议院

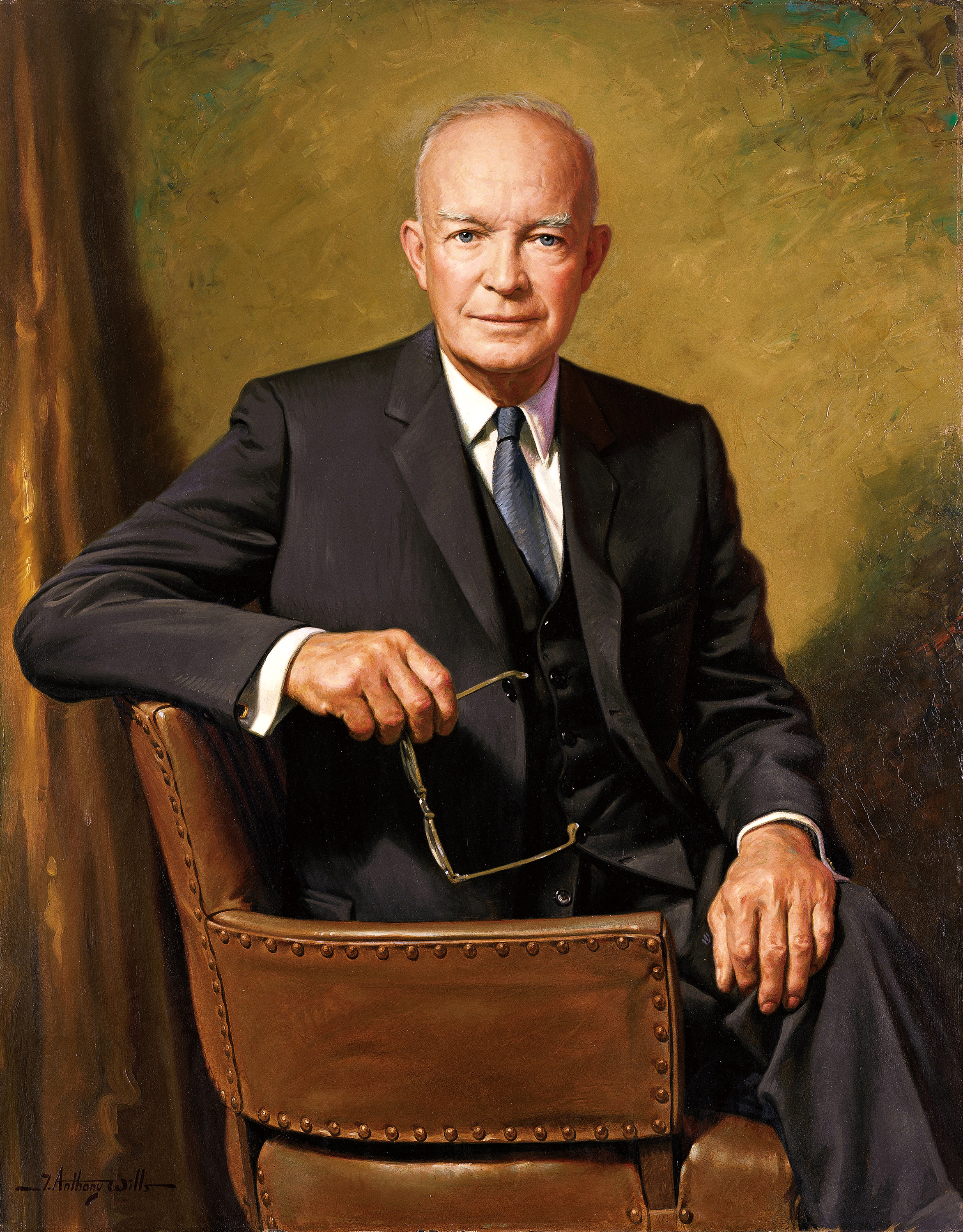
艾森豪威尔总统说服库珀返回美国并再度竞选参议员

1956年4月30日，联邦参议员巴克利在任上辞世。共和党领导人希望库珀回国竞选巴克利的席位，但他不愿意放弃大使职位。但在总统艾森豪威尔的亲自劝说下，库珀勉强同意，于1956年7月宣布参选。离开印度后，他仍然同该国领导人保持紧密联系，且于1964年作为美方正式代表出席尼赫鲁总理的葬礼，还分别于1966和1984年再次以美方正式代表身份出席总理拉尔·巴哈杜尔·夏斯特里和英迪拉·甘地的葬礼。
由于巴克利去世时已经过了参加11月选举的申请截止日期，所以无法再举行初选，肯塔基州民主党中央委员会必须选派党派候选人。民主党人难以找到克莱门茨和钱德勒的派系都愿意支持的候选人，所以最终选举的人选是不久前卸任州长的劳伦斯·韦瑟比。钱德勒这时正第二次担任肯塔基州州长，他对党派选择韦瑟比深感恼火，他派系中的大部分成员要么给予韦瑟比不冷不热的支持，要么干脆超越党派立场支持库珀，再加上库珀本来就有相当高的人气，最终他以6万5000票的大幅优势轻取韦瑟比。
1957年第3度入选联邦参议院后，库珀进入参议院外交关系委员会任职。1959年，他与伊利诺伊州参议员埃弗雷特·德克森（Everett Dirksen）争夺参议院共和党领袖位置，以4票之差落败。1960年，《新闻周刊》向50位新闻工作者发起问卷调查，库珀被评为参议院中最能干的共和党议员。他和西弗吉尼亚州参议员詹宁斯·伦道夫（Jennings Randolph）共同起草并提出国防教育法，还一手打造旨在解决阿巴拉契亚地区贫困问题的阿巴拉契亚地区发展法。他成功地为扶贫组织美国志愿者服务队争取到更多州和地方的认可，让该组织可以进入这些地区主导扶贫工作。他还极力反对那些旨在削减田纳西河谷管理局权力的措施。
1960年，民主党人提名曾担任肯塔基州州长的雷诺兹金属公司高管基恩·约翰逊与库珀竞争联邦参议员席位，希望能让后者第3次竞选连任失败。库珀拥有劳工组织的支持，这年总统大选期间，肯塔基州大批选民投票支持共和党候选人理查德·尼克松，拒绝支持信仰天主教的民主党候选人约翰·肯尼迪，身为共和党人的库珀也因此受益。最终他以19万9257票的大幅优势胜战约翰逊，领先幅度创下肯塔基州联邦参议员选举的新纪录。
肯尼迪赢得总统宝座后不久就派库珀在莫斯科和新德里展开秘密调查，评估苏联政府对美国新政府的态度。肯尼迪和库珀曾一起在联邦参议院劳工委员会工作，之后一直保持着朋友关系。执行任务期间，库珀发现苏联对肯尼迪和尼克松的看法半斤八两，都看不上眼。为此他在向总统汇报时表示，与苏联保持和谐关系的可能性很小。肯尼迪在同赫鲁晓夫会面后确定，库珀的结论是对的，值得更加认真的对待。苏联于1962年3月恢复核武器试验后，库珀支持肯尼迪恢复美国核武器试验的决定，不过，他也呼吁肯尼迪在可能的情况下设法与苏联达成协议。
1963年，新总统林登·约翰逊任命库珀进入沃伦委员会，调查肯尼迪总统遇刺案。作为参议院规则和行政委员会的3名共和党议员之一，库珀于1964年同他人一起对约翰逊的助手鲍比·贝克（Bobby Baker）展开调查，但沃伦委员会之后就阻止了进一步调查，库珀对此谴责这是一种“撇清”行径。1964年7月，他提议成立参议院标准和行为特别委员会，次年7月，他进入该委员会任职。1965年，库珀成为美方代表飞往马尼拉，出席设立亚洲开发银行的会议。
库珀倡导小型企业和农业利益，他于1965年4月投票反对旨在扩大联邦贸易委员会权力，授权该机构规管香烟广告的法案。1966年3月，他提议为美国煤矿工人联合会支持的一项煤矿安全法案增加修正案，根据修正案，如果新法案对小型煤矿的安全改善没有助益，那么就会将有关规定作废，但库珀的修正案最终未获采纳。

### 反对越南战争
库珀曾于1964年投票支持东京湾决议，但是他反对美国不断加入参与越南战争的力度。早在1964年4月，他就曾敦促总统约翰逊通过谈判和平解决东南亚的紧张局势。他质疑东南亚对美国的战略重要性，对在全球范围内部署美国军队的可行性表示担忧。1965年3月25日，他和纽约州联邦参议员雅各布·贾维茨（Jacob Javits）共同呼吁总统约翰逊开始谈判，帮助越南民主共和国和越南共和国在没有先决条件的情况下达成和解协议。库珀还在当天提出决议案，要求国务卿迪安·腊斯克和国防部长罗伯特·麦克纳马拉就越南事态的最新进展向参议院全体报告。
1966年1月，库珀陪同国务卿腊斯克和大使W·埃夫里尔·哈里曼共同走上广泛宣传的“和平之行”，正式拜访菲律宾总统费迪南德·马科斯。此次拜访与1965年12月以及1966年1月对南越的访问一起，让库珀对美国在东南亚开展军事行动的反对立场变得更加坚定。1966年1月26日，他在面见约翰逊时再度敦促总统放弃之前宣布继续轰炸北越的打算，改为通过谈判解决争端。约翰逊对此不置可否，库珀于当天下午返回参议院楼层，急切地试图说服其他议员，与放任战事升级相比，谈判是更理想的选择，哪怕是要和南越的越南南方民族解放阵线谈判也值得尝试，在他看来，这也是达成和平路上的必要之举。库珀主张停火3至5年，由联合国执行，再按1954年日内瓦会议规定的方式举行全国选举。但是，约翰逊最终还是没有听取库珀的恳求，恢复美国对北越的轰炸。
1966年，库珀再度竞选连任，以21万7000票的大幅优势轻取老约翰··布朗，打破自己之前创下的肯塔基州联邦参议员选举纪录，在全州120个县中赢得了110个。1968年共和党总统候选人初选筹备期间，他表态支持纽约州州长纳尔逊·洛克菲勒，称美国人只会支持对越南有明确立场的候选人。这时只有洛克菲勒已经制定扭转美国对参与越战程度的方案，其他共和党候选人都没有给出具体计划。眼克洛克菲勒不大可能获得提名后，库珀又鼓励肯塔基州联邦参议员特鲁斯顿·莫顿（Thruston B. Morton）参选，但莫顿没有接受。最终获得提名的是赢得大选的尼克松。
1968年，库珀再次成为美国驻联合国大会代表，并在此期间强烈谴责华约入侵捷克斯洛伐克。他还支持蒙大拿州联邦参议员迈克·曼斯菲尔德（Mike Mansfield）的提议，建议通过联合国解决越南问题。1969年返回参议院后，他和阿拉斯加州参议员欧内斯特·格鲁宁（Ernest Gruening）、以及俄勒冈州参议员韦恩·莫尔斯一起抗议针对在国会大厦前进行有序抗议示威活动的限制。
库珀在参议院带头反对发展和部署反弹道导弹，这导致他沦为包括尼克松总统在内许多共和党人眼中的异类。库珀长期反对反弹道导弹，在他看来，这类设施可能会加剧全球范围的核军备竞赛。1969年8月6日，联邦参议院在表决暂停向反弹道导弹开发提供资金的法案时形成50比50的僵局，副总统斯皮罗·阿格纽这时投下决定性的反对票，法案因此未获通过。库珀接下来和密歇根州参议员菲利普·哈特（Philip Hart）一起提出库珀－哈特修正案，该修正案允许研究和开发反弹道导弹，但禁止部署美国反弹道导弹系统。该项措施以3票之差未能通过，但提高了国会对国防部预算的审查力度，致使资金减少，加快美国与苏联展开战略武器限制谈判。这次谈判前，库珀一度担任尼克松总统的顾问。

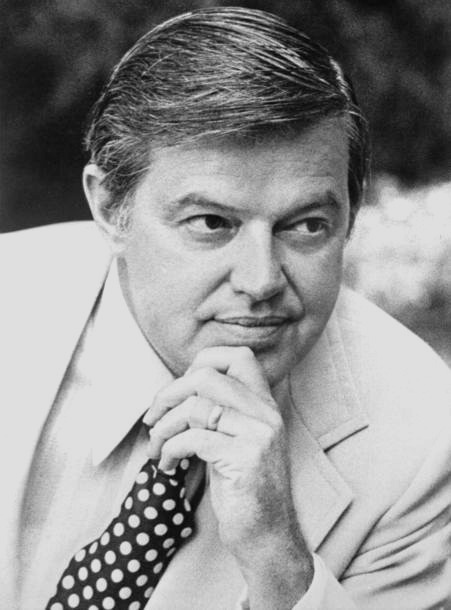
弗兰克·丘奇（图）和库珀在一系列修正案上合作，力图抽出美国扩大东南亚军事介入所能获得的资金支持。

1969至1970年，库珀与参议员弗兰克·丘奇合作制订了一系列修正案，旨在制止越战的进一步升级。1969年12月15日，国会批准了其中一项修正案，对美军在老挝和泰国的行动撤资。库珀还希望对美军进入柬埔寨设限，但同他一起起草法案的麦克·曼斯菲尔德担心此举可能会导致柬埔寨亲王诺罗敦·西哈努克感觉受到冒犯。1970年，对越战表示中立的西哈努克亲王因政变被废，新上台的领导人朗诺要求尼克松出手帮他稳固统治。尼克松同意派兵进入柬埔寨，库珀等人对此表示抗议，认为此举违背了总统逐步缓和东南亚局势的承诺。库珀和丘奇于是起草另一修正案，要求对美军在柬埔寨的行动撤资，与总统经过多次谈判后，国会同意继续拨款到1970年7月，以便已经到达柬埔寨的美军将士可以撤离，法案在参议院以58票赞成，37票反对通过。联邦众议院之后去除了这一修正案，所以库珀等人的努力没有产生实际效果。不过，修正案得到《华盛顿邮报》的高度评价，报道中称这是“我们历史上国会首次试图在战争期间限制（总统）部署美军（的权力）”。为库珀－丘奇修正案奔走期间，库珀的身体健康敲响了警钟，为此他不能不短暂入院治疗。1971年，丘奇、曼斯菲尔德和佛蒙特州参议员乔治·艾肯（George Aiken）说服库珀与他们共同起草修正案，要求中止美国在东南亚的所有军事介入，但修正案同样未获足够支持。
1972年1月21日，已有71岁高龄、并且听力日渐萎缩的库珀向肯塔基州新闻协会宣布自己不会再竞选连任，这时他已成为除阿尔本··巴克利以外任职时间最长的肯塔基州联邦参议员。1972年3月，北越对南越发起强烈攻势，战斗局势再局升级，在接下来的任期里已成跛脚鸭的库珀决定为结束战争再做最后一搏。1972年7月27日，库珀在没有提前通知的情况下向几乎空无一人的参议院楼层演说，提出针对军事援助法案的修正案，要求在4个月内无条件中止美国在印度支那一切军事行动的资金支持。法案完全由库珀一人提出，尼克松和国务卿亨利·基辛格都对其内容深感震惊，参议院也因此展开激辩。眼看修正案毫无通过可能之际，马萨诸塞州参议员爱德华·布鲁克在其中加入规定，建议撤军前先要让所有美军战俘回国，给提案带来生机。参议院以62票支持，33票反对通过了更改后的修正案，为此尼克松决定抛弃整个军事援助法案。面对尼克松的坚持，参议院选择让步，以48票支持，42票反对否决修正案。库珀失望之下还是表示：“我觉得内心得到净化。我很长一段时间以来都很想这么做。如今，就看总统打算怎么着了。现在只有他能够采取行动结束战争”。

## 晚年经历、逝世和影响
卸任参议员后，库克进入哥伦比亚特区的科文顿和柏灵（Covington & Burling）律师事务所工作，接过当年迪安·艾奇逊的位置。他从1961年就担任中央大学校董会董事，并于1972年成为该校毕业典礼发言主持。库珀在这次典礼上成为首位艾萨克·谢尔比奖得主，该奖以两次担任肯塔基州州长、还曾出任中央大学校董会首任主席的艾萨克·谢尔比命名。1973年，库珀谢绝他人提议，拒绝用自己的名字来为某联邦大楼命名。1977年，形成劳雷尔湖的大坝建成，国会提议将湖和坝都以库珀命名，但他还是谢绝了。不过，当萨默塞特学校系统将一套教导和加强领导能力的课程以他来命名时，库珀感到非常高兴。
1974年4月，总统尼克松宣布有意任命库珀出任美国驻东德大使，但就在两国商谈建立使馆的最后阶段，尼克松辞去了总统职务。继任的杰拉尔德·福特正式任命库珀担任大使，后者也因此离开科文顿和柏灵。库珀于1974年12月到达东德并担任大使至1976年10月。返回美国后，他又回到科文顿和柏灵工作。1981年，库珀成为美国驻联合国大会副代表，这也是他最后一次出任公职。

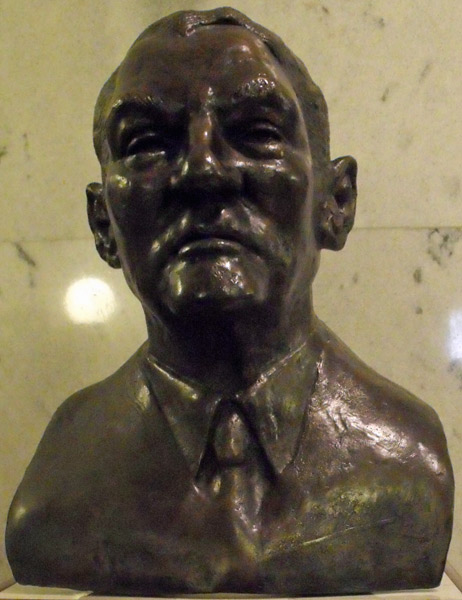
1987年，约翰·图斯卡打造的库珀半身像落户肯塔基州议会大厦。

1983年，肯塔基州州长、老约翰··布朗的儿子小约翰·Y·布朗（John Y. Brown, Jr.）授予库珀州长杰出服务奖章。同年，肯塔基州联邦参议员沃尔特·迪伊·赫德尔斯顿（Walter "Dee" Huddleston）和田纳西州联邦参议员霍华德·贝克（Howard Baker）提出法案，建议将南福特国家河流和娱乐区更名为库珀国家娱乐区以示纪念，肯塔基州联邦众议员哈尔·罗杰斯（Hal Rogers）也在众议院提出相同举措。担任参议员期间，库珀为争取国会批准建立该娱乐区提供了帮助。但是，提案遭到来自肯塔基州和田纳西州的人士反对，他们举出多种理由要求保留原有名称，最终，两顶提案都在库珀本人的请求下取消。
1985年，库珀成为历史上第3位牛津杯得主，该奖旨在奖励兄弟會與姐妹會过去的优秀成员。同年，威廉斯堡的坎伯兰学院（今坎伯兰大学）授予他名誉博士学位。1987年，库珀成为中央大学杰出校友。曾竞选肯塔基州州长，但最终落败的拉里·福吉（Larry Forgy）是某无党派组织的主席之一，该组织筹集6万美元，为库珀打造两座雕塑。1987年，由约翰·图斯卡（John Tuska）打造的库珀真人尺寸青铜半身像落户肯塔基州议会大厦。另一尊雕塑是真人尺寸的青铜雕像，由巴尼·布莱特（Barney Bright）制作，坐落在萨默塞特的喷泉广场。
1989年，库珀从律师事务所退休。1990年6月，肯塔基州教育电视台介绍库珀生平的纪录片《来自肯塔基州的绅士》（Gentleman From Kentucky）在哥伦比亚特区的约翰·肯尼迪表演艺术中心举行盛大放映仪式。1991年2月21日，约翰·谢尔曼·库珀因心脏衰竭在哥伦比亚特区的一间养老院与世长辞，享年90岁。他的第二任夫人洛林已在1985年2月3日去世。1991年2月26日，肯塔基州的两位联邦参议员（温德尔·H·福特和米奇·麦康诺）在参议院发表演说，称颂库珀的功绩，参议院随后休会纪念库珀。库珀的遗体下葬在弗吉尼亚州阿灵顿县的阿灵顿国家公墓。
库珀在担任参议员期间长期支持农村电气化，东肯塔基州农村电气合作公司因此更名约翰·谢尔曼·库珀电站以示纪念。1999年，《列克星敦先驱领袖报》（Lexington Herald-Leader）在报道中称，库珀是20世纪最具影响的肯塔基人之一。2000年，东肯塔基大学肯塔基州历史和政治中心设立一年一度的约翰·谢尔曼·库珀奖，表彰那些在肯塔基州公共服务方面作出杰出贡献的人。
库珀虽然出身名门，但在别人眼中，他“和蔼可亲、经常自嘲而且平易近人”。

### 脚注
1. 1 2 3 4 5  "Cooper, John Sherman". Biographical Directory of the United States Congress
2. ↑  Schulman, p. 16
3. ↑  Schulman, p. 15
4. ↑  Smoot, p. 134
5. 1 2 3 4 5 6 7  "Whittledycut". Time
6. 1 2 3 4 5 6 7 8 9  Krebs, "John Sherman Cooper Dies at 89"
7. 1 2 3  Finch, p. 162
8. 1 2  Smoot, p. 135
9. 1 2 3 4 5 6 7 8 9 10 11 12 13 14 15 16 17 18 19 20 21 22 23 24 25 26 27 28 29 30 31 32 33 34 35 36 37 38 39 40 41 42 43 44 45 46 47 48 49 50  Hewlett and Merrit, "John Sherman Cooper Dies at 89"
10. ↑  Schulman, p. 17
11. 1 2  Smoot, p. 144
12. 1 2 3 4 5 6 7 8 9 10 11 12 13 14 15 16 17 18 19 20 21 22 23 24  Cooper, p. 227
13. 1 2 3 4 5  Howard, "John Sherman Cooper"
14. 1 2 3 4  Smoot, p. 146
15. 1 2 3  Schulman, p. 19
16. ↑  Smoot, p. 151
17. ↑  Smoot, p. 154
18. ↑  Schulman, p. 21
19. 1 2 3  Schulman, p. 22
20. ↑  Schulman, p. 26
21. 1 2 3 4 5 6  Finch, p. 163
22. ↑  Schulman, p. 28
23. ↑  Schulman, p. 31
24. ↑  Schulman, p. 32
25. ↑  Schulman, p. 33
26. ↑  Schluman, p. 34
27. 1 2 3  Finch, p. 161
28. 1 2  Schulman, p. 67
29. ↑  Schluman, p. 37
30. 1 2  Schulman, p. 38
31. 1 2  Schulman, p. 39
32. 1 2 3 4  "John Sherman Cooper: Centre College Class of 1922". CentreCyclopedia
33. 1 2 3  Finch, p. 164
34. ↑  Schulman, p. 41
35. ↑  Finch, pp. 164–165
36. ↑  Schulman, pp. 43, 50–51
37. 1 2 3  Finch, p. 165
38. ↑  Schulman, p. 56
39. ↑  Schulman, p. 57
40. ↑  Finch, p. 166
41. ↑  Finch, pp. 161, 164
42. ↑  Schulman, p. 63
43. ↑  Schulman, p. 62
44. ↑  Schulman, pp. 62–63
45. ↑  Schulman, p. 60
46. ↑  Schulman, p. 64
47. 1 2 3 4 5 6 7  Finch, p. 167
48. 1 2  Franklin, p. 29
49. ↑  Schulman, p. 65
50. ↑  Schulman, p. 66
51. 1 2 3  Franklin, p. 31
52. 1 2 3  Franklin, p. 32
53. ↑  Schulman, p. 69
54. ↑  Schulman, p. 68
55. ↑  Schulman, pp. 68–69
56. 1 2  Franklin, p. 33
57. ↑  Franklin, p. 34
58. ↑  Franklin, p. 36
59. ↑  Franklin, p. 37
60. 1 2  Franklin, p. 40
61. 1 2  Franklin, p. 46
62. 1 2 3 4 5 6  Franklin, p. 47
63. ↑  Franklin, pp. 42–43
64. ↑  Franklin, pp. 48–49
65. ↑  Franklin, p. 49
66. ↑  Franklin, p. 50
67. ↑  Franklin, p. 51
68. ↑  Franklin, p. 52
69. 1 2  Franklin, p. 53
70. 1 2 3 4 5  Finch, p. 168
71. 1 2 3  Finch, p. 169
72. ↑  Schulman, p. 88
73. 1 2 3 4 5 6 7 8  Bluestone, p. 113
74. ↑  Finch, p. 170
75. ↑  Finch, pp. 161, 170
76. ↑  Schulman, p. 89
77. 1 2 3 4  Schulman, p. 90
78. ↑  Logevall, p. 243
79. ↑  Johns, p. 590
80. ↑  Johns, p. 588
81. ↑  Johns, p. 589
82. ↑  Johns, p. 591
83. ↑  Logevall, p. 247
84. 1 2  Johns, p. 592
85. 1 2  Logevall, p. 248
86. ↑  Logevall, p. 249
87. ↑  Johns, p. 608
88. ↑  Johns, p. 607
89. 1 2 3 4 5  Logevall, p. 252
90. ↑  Schulman, p. 95
91. ↑  Schulman, pp. 97–98
92. ↑  Schulman, p. 101
93. 1 2 3 4  Logevall, p. 254
94. ↑  陈伟, “帝王总统”的自我弹劾——美国诉尼克松案（1974）
95. ↑  Logevall, pp. 254–255
96. 1 2 3 4  Logevall, p. 256
97. ↑  Schulman, p. 103
98. 1 2 3 4 5  Logevall, p. 257
99. 1 2  Logevall, p. 258
100. ↑  Schulman, p. 105
101. ↑  Schulman, pp. 105–106
102. ↑  Schulman, p. 107
103. 1 2 3  Cohn, "Bill to Name Area for Cooper Opposed"
104. ↑  "Kentucky Colleges Mark Commencement". Lexington Herald-Leader
105. 1 2 3  "Group Raises $60,000 for Sculptures of Cooper". Lexington Herald-Leader
106. ↑  "U.S. Senate Adjourns in Memory of Cooper". Lexington Herald-Leader
107. ↑  "John Sherman Cooper". Lexington Herald-Leader
108. ↑  "Ex-Gov. Breathitt to Receive Award". Lexington Herald-Leader
109. ↑  Hill, "The Independent From Kentucky: John Sherman Cooper"

### 文献来源
- Bluestone, Miriam D. . Chester J. Pach  (编). . New York City: Facts on File, Inc. 2006. ISBN 978-0-8160-5388-9.
- Cohn, Ray. . Lexington Herald-Leader. 1983-12-08: B1.
- . Biographical Directory of the United States Congress.   [2015-06-20]. （原始内容存档于2015-04-03）.
- Cooper, William. . John E. Kleber  (编). . Associate editors: Thomas D. Clark, Lowell H. Harrison, and James C. Klotter. Lexington, Kentucky: The University Press of Kentucky. 1992  [2015-06-20]. ISBN 0-8131-1772-0. （原始内容存档于2013-04-15）.
- . Lexington Herald-Leader. 2000-10-05: B3.
- Finch, Glenn. . Filson Club History Quarterly. 1972-04, 46: 161–178.
- Franklin, Douglas A. . Register of the Kentucky Historical Society. Winter 1984, 82: 28–59.
- . Lexington Herald-Leader. 1985-04-05: B2.
- Hewlett, Jennifer; Harry Merrit. . Lexington Herald-Leader. 1991-02-23: A1.
- Howard, Robert T.  (PDF). Oxford Cup Roll. Beta Theta Pi.   [2012-03-27]. （原始内容 (PDF)存档于2012-03-27）.
- . Lexington Herald-Leader. 1999-12-31: 8.
- . CentreCyclopedia. Centre College.   [2013-10-23]. （原始内容存档于2011-05-19）.
- Johns, Andrew L. . Peace & Change. 2006-10, 31 (4): 585–628. doi:10.1111/j.1468-0130.2006.00392.x.
- . Lexington Herald-Leader. 1985-05-12: B1.
- Krebs, Albin. . The New York Times. 1991-02-23  [2015-06-20]. （原始内容存档于2015-05-23）.
- Logevall, Fredrik. . Randall Bennett Woods  (编). . Cambridge, United Kingdom: Cambridge University Press. : 237–258. ISBN 978-0-521-81148-4.
- Schulman, Robert. . Lexington, Kentucky: The University Press of Kentucky. 1976. ISBN 0-8131-0220-0.
- Smoot, Richard C. . Register of the Kentucky Historical Society. Spring 1995, 93: 133–158.
- . Lexington Herald-Leader. 1991-02-27: B2.
- . Time. 1954-07-05  [2015-06-20]. （原始内容存档于2015-06-19）.
- Hill, Ray. . Knoxville Focus.   [2015-06-20]. （原始内容存档于2014-10-19）.
- 陈伟. . . 中国法制出版社. 2004-01: 三、“沉默的大多数”和“管子工”. ISBN 7-80182-138-6.

## 扩展阅读
- Cooper, William. . Register of the Kentucky Historical Society. Spring 1986, 84: 192–210.
- Mitchener, Clarice James. . New York City: Arno Press. 1982. ISBN 0-405-14099-1.